# Jens Sjöström
Jens Ingvar Sjöström, född 12 oktober 1970 i Järfälla, är en svensk socialdemokratisk politiker. Sedan den 18 oktober 2022 är han investeringsregionråd i Region Stockholm. Mellan 2014 och 2018 var han oppositionslandstingsråd för regionutvecklingsfrågor, och efter det mellan 2018 och 2022 oppositionsregionråd med ansvar för trafikfrågor.
Sjöström var fram till 2013 kommunalråd i Botkyrka och har även varit vice ordförande i kommunstyrelsen i Botkyrka kommun samt ordförande i Barn- och utbildningsnämnden.
Vid årsmötet 2021 valdes han till ordförande för Socialdemokraterna i Botkyrka.